# Río Cunas
Der Río Cunas (im Oberlauf: Quebrada Llacsa und Río Cachi; im Mittellauf: Río Conas) ist ein 91 km langer rechter Nebenfluss des Río Mantaro in den Provinzen Chupaca, Concepción, Huancayo und Jauja im Andenhochland im Südwesten von Zentral-Peru.

## Flusslauf
Der Río Cunas bildet den Abfluss des etwa 4520 m hoch gelegenen Sees Laguna Quisococha in den östlichen Ausläufern der peruanischen Westkordillere. Er fließt anfangs 8 km nach Norden, wendet sich 10 km nach Osten und anschließend 12 km nach Nordosten. Auf diesem Abschnitt passiert er die Ortschaften Santo Domingo de Cachi, San Pedro de Huascar und Yanacancha. Er nimmt den Río Seco von rechts auf und fließt auf den folgenden 30 Kilometern in Richtung Nordnordwest. Entlang diesem Flussabschnitt liegen die Orte Achipampa, San Juan de Jarpa, Acac Bellavista, Misquipata und Chala Nueva. Von links trifft der Río Pucará auf den Río Cunas. Dieser vollführt eine scharfe Rechtsbiegung, durchschneidet einen Gebirgskamm und fließt auf seinen letzten 30 Kilometern nach Osten. Am Unterlauf liegen die Orte San Blas, Huayao, Pincha und Santa Rosa sowie die Städte Chupaca und Pilcomayo. Schließlich mündet der Río Cunas westlich der Großstadt Huancayo in den nach Süden strömenden Río Mantaro.

## Einzugsgebiet
Der Río Cunas entwässert ein Areal von etwa 1700 km². Das Gebiet erstreckt sich über das Andenhochland im Westen der Region Junín und reicht im Westen bis zur kontinentalen Wasserscheide am Ostrand der peruanischen Westkordillere. Im Nordwesten grenzt das Einzugsgebiet an das des Río Pachacayo, im Westen an das des Río Cañete sowie im Süden an das des Río Vilca.

## Hydrologie
Der mittlere Abfluss des Río Cunas am Pegel  3 km oberhalb von San Blas betrug im Meßzeitraum 1968–1992 17 m³/s. Die Trockenzeit dauert von Juni bis November, die niederschlagsreiche Zeit von Januar bis April. Der höchste mittlere monatliche Abfluss wurde im Februar mit 45 m³/s, der niedrigste im September mit 5,40 m³/s gemessen.
Mittlerer monatlicher Abfluss des Río Cunas (in m³/s) am Pegel 3 km oberhalb von San Blas gemessen von 1968–1992: